# Курсільйо
Курсійо в християнстві (іспанською мовою: ісп. Cursillos де Cristiandad, короткий курс християнства) є апостольським рухом Римсько-католицької церкви. Він був заснований в Іспанії в Майорці групою мирян в 1944 році в процесі удосконалення техніки для підготовки паломництва християнських лідерів.
Курсійо був спершу триденним рухом, і відтоді використовувався кількома основними християнськими конфесіями, деякі з яких зберегли назву «Курсійо», в той час як інші змінили лекції або методи і дали своїм навчанням інше ім'я.
Завданням Курсійо є показати християнським мирянам, як стати ефективними християнськими лідерами протягом трьох вихідних днів. Ці навчання включають в себе п'ятнадцять лекцій, деякі з яких читають священики, а деякі миряни. Ці лекції називаються «ройо англ. rollos». Основний наголос реколекційного курсу полягає в тому, щоб запросити учасників прийняти і поширити те, чого вони дізналися, в світ, як на «четвертий день.» Метод підкреслює особистий духовний розвиток, прискорений щотижневим збором групи після реколекцій